# ADAC Procar 2010
ADAC PROCAR 2010 var den sextonde säsongen av det tyska standardvagnsmästerskapet ADAC PROCAR och den femte under det namnet. Säsongen startade den 10 april på Motorsport Arena Oschersleben och avslutades den 3 oktober på samma bana.

## Tävlingskalender
| Datum         | Bana                          | Segrare - Division 1 | Segrare - Division 2     | Segrare - Division 3 |
| ------------- | ----------------------------- | -------------------- | ------------------------ | -------------------- |
| 10-11 april   | Motorsport Arena Oschersleben | Roland Hertner       | Guido Thierfelder        | Andreas Kast         |
| 10-11 april   | Motorsport Arena Oschersleben | Roland Hertner       | Bente-Christopher Scharf | Andreas Kast         |
| 8-9 maj       | Sachsenring                   | Florian Spengler     | Carsten Seifert          | Alf Ahrens           |
| 8-9 maj       | Sachsenring                   | Roland Hertner       | Benedikt Boeckels        | Alf Ahrens           |
| 29-30 maj     | Hockenheimring                | Johannes Leidinger   | Benedikt Boeckels        | Andreas Kast         |
| 29-30 maj     | Hockenheimring                | Oliver Mayer         | Ralf Glatzel             | Andreas Kast         |
| 17-18 juli    | TT Circuit Assen              | Johannes Leidinger   | Guido Thierfelder        | Andreas Kast         |
| 17-18 juli    | TT Circuit Assen              | Florian Spengler     | Ralf Glatzel             | Alf Ahrens           |
| 23-25 juli    | Salzburgring                  | Andrii Kruglyk       | Ralf Glatzel             | Alf Ahrens           |
| 23-25 juli    | Salzburgring                  | Roland Hertner       | Ralf Glatzel             | Matthias Kaul        |
| 14-15 augusti | EuroSpeedway Lausitz          | Andrei Romanov       | Benedikt Boeckels        | Alf Ahrens           |
| 14-15 augusti | EuroSpeedway Lausitz          | Andrei Romanov       | Benedikt Boeckels        | Andreas Kast         |
| 3-5 september | Motorsport Arena Oschersleben | Charlie Geipel       | Guido Thierfelder        | Andreas Kast         |
| 3-5 september | Motorsport Arena Oschersleben | Florian Spengler     | Benedikt Boeckels        | Andreas Kast         |
| 2-3 oktober   | Motorsport Arena Oschersleben | Roland Hertner       | Benedikt Boeckels        | Christian Fischer    |
| 2-3 oktober   | Motorsport Arena Oschersleben | Andrei Romanov       | Benedikt Boeckels        | Matthias Kaul        |

## Team och förare
Observera att listan är sorterad efter nummer, så vissa bilmärken och team kan förekomma på flera ställen.
| Bilmärke             | Team                            | Nr | Förare                   | Klass                          |
| -------------------- | ------------------------------- | -- | ------------------------ | ------------------------------ |
| BMW 320si            | Liqui Moly Team Engstler        | 3  | Andrei Romanov           | Division 1 - PROCAR Super 2000 |
| BMW 320si            | Liqui Moly Team Engstler        | 4  | Rustem Teregulov         | Division 1 - PROCAR Super 2000 |
| BMW 320si            | Liqui Moly Team Engstler        | 5  | Roland Hertner           | Division 1 - PROCAR Super 2000 |
| BMW 320i             | Liqui Moly Junior Team Engstler | 6  | Florian Spengler         | Division 1 - PROCAR Super 2000 |
| BMW 320si            | Liqui Moly Junior Team Engstler | 7  | Johannes Leidinger       | Division 1 - PROCAR Super 2000 |
| Toyota Auris S2000   | Yaco Racing                     | 8  | Oleg Petrishin           | Division 1 - PROCAR Super 2000 |
| Toyota Corolla S2000 | Yaco Racing                     | 9  | Michail Stepanov         | Division 1 - PROCAR Super 2000 |
| Toyota Auris S2000   | Yaco Racing                     | 10 | Charlie Geipel           | Division 1 - PROCAR Super 2000 |
| Honda Civic Type R   | Rikli Motorsport                | 11 | Stephan Zbinden          | Division 1 - PROCAR Super 2000 |
| Honda Accord 2.0     | Rikli Motorsport                | 12 | Peter Rikli              | Division 1 - PROCAR Super 2000 |
| Honda Accord Euro R  | Rikli Motorsport                | 13 | Jörg Schori              | Division 1 - PROCAR Super 2000 |
| Mercedes C200        | Thate Motorsport                | 14 | Jens Guido Weimann       | Division 1 - PROCAR Super 2000 |
| Audi A4              | Mayer Motorsport                | 15 | Oliver Mayer             | Division 1 - PROCAR Super 2000 |
| BMW 320si            | Tsunami RT                      | 16 | Andrii Kruglyk           | Division 1 - PROCAR Super 2000 |
| Peugeot 207 Sport    | ETH Tuning                      | 31 | Guido Thierfelder        | Division 2 - PROCAR 1600       |
| Peugeot 207 Sport    | ETH Tuning                      | 32 | Bente-Christopher Scharf | Division 2 - PROCAR 1600       |
| Ford Fiesta 1,6      | ATM Speed Ladies                | 33 | Ulrike Krafft            | Division 2 - PROCAR 1600       |
| Ford Fiesta ST       | Glatzel Racing                  | 38 | Ralf Glatzel             | Division 2 - PROCAR 1600       |
| Ford Fiesta ST       | NK Racing Team                  | 39 | Carsten Seifert          | Division 2 - PROCAR 1600       |
| Ford Fiesta ST       | NK Racing Team                  | 40 | Michael Golz             | Division 2 - PROCAR 1600       |
| Ford Fiesta ST       | Rhino's Leipert Motorsport      | 41 | Nils Mierschke           | Division 2 - PROCAR 1600       |
| Ford Fiesta ST       | Rhino's Leipert Motorsport      | 42 | Benedikt Boeckels        | Division 2 - PROCAR 1600       |
| Citroën C2 VTS       | GENA Auto Sport                 | 44 | Saskia Müller            | Division 2 - PROCAR 1600       |
| Citroën C2 VTS       | GENA Auto Sport                 | 45 | Zeljko Markovic          | Division 2 - PROCAR 1600       |
| Citroën C2 VTS       | GENA Auto Sport                 | 46 | Kevin Krammes            | Division 2 - PROCAR 1600       |
| Ford Fiesta ST       | Ahrens Racing                   | 49 | Peter van Berg           | Division 2 - PROCAR 1600       |
| Ford Fiesta GAS      | ATM Racing                      | 51 | Alexander Prinz          | Division 2 - PROCAR 1600       |
| Ford Fiesta ST       | ATM Racing                      | 52 | Klaus Bingler            | Division 2 - PROCAR 1600       |
| Ford Fiesta GAS      | ATM Racing                      | 53 | Jens Löhnig              | Division 2 - PROCAR 1600       |
| Ford Fiesta GAS      | ATM Racing                      | 54 | Pierre Humbert           | Division 2 - PROCAR 1600       |
| Ford Fiesta ST       | ATM Speed Ladies                | 55 | Stephanie Neitzel        | Division 2 - PROCAR 1600       |
| Renault Clio RS III  | K & K Motorsport                | 61 | Andreas Kast             | Division 3 - PROCAR 2000       |
| Renault Clio RS III  | Ahrens Racing                   | 62 | Alf Ahrens               | Division 3 - PROCAR 2000       |
| Renault Clio RS III  | MSP                             | 64 | Lars Nebelin             | Division 3 - PROCAR 2000       |
| Renault Clio RS III  | Schlaug Motorsport              | 65 | Markus Kern              | Division 3 - PROCAR 2000       |
| Opel Astra H GTC     | Racing Team Kaul                | 66 | Matthias Kaul            | Division 3 - PROCAR 2000       |
| Honda Civic Type R   | Rikli Motorsport                | 68 | Christian Fischer        | Division 3 - PROCAR 2000       |

## Slutställningar

### Division 1
| Pl. | Förare             | OSC | OSC | SAC | SAC | HOC | HOC | ASS | ASS | SAL | SAL | LAU | LAU | OSC | OSC | OSC | OSC | Poäng |
| --- | ------------------ | --- | --- | --- | --- | --- | --- | --- | --- | --- | --- | --- | --- | --- | --- | --- | --- | ----- |
| 1   | Roland Hertner     | 1   | 1   | 2   | 1   | 5   | 2   | 6   | 5   | 2   | 1   | 9   | 2   | Ret | 4   | 1   | 2   | 106   |
| 2   | Johannes Leidinger | 2   | 4   | 3   | 2   | 1   | 3   | 1   | 3   | 4   | 2   | 2   | 4   | Ret | 2   | 2   | 4   | 106   |
| 3   | Florian Spengler   | 3   | 2   | 1   | 3   | 3   | 4   | 2   | 1   | 6   | 3   | 4   | 5   | 4   | 1   | 4   | 3   | 103   |
| 4   | Rustem Teregulov   | 5   | Ret | Ret | DNS | 4   | 5   | Ret | DNS | 5   | 4   | 3   | 3   | 3   | 6   | Ret | DNS | 43    |
| 5   | Oliver Mayer       |     |     |     |     | 2   | 1   | 3   | 4   | 3   | 6   | 7   | Ret |     |     |     |     | 40    |
| 6   | Andrei Romanov     |     |     |     |     |     |     |     |     |     |     | 1   | 1   |     |     | 3   | 1   | 36    |
| 7   | Peter Rikli        |     |     |     |     | 10  | Ret | 5   | Ret | Ret | 9   | 5   | 6   | 2   | 5   | 5   | 5   | 31    |
| 8   | Jens Guido Weimann | 4   | 3   | Ret | 5   | 6   | 10  |     |     |     |     |     |     | 5   | 7   | 6   | 6   | 30    |
| 9   | Michail Stepanov   | 6   | 5   |     |     | 9   | 6   | 7   | 6   | 7   | 5   | 6   | 8   | Ret | DNS | 7   | 7   | 29    |
| 10  | Andrii Kruglyk     |     |     |     |     |     |     | 4   | 2   | 1   | 8   |     |     |     |     |     |     | 24    |
| 11  | Oleg Petrishin     | 8   | 7   | Ret | 4   | 8   | 8   | 8   | 7   | 8   | 7   | 8   | 7   | Ret | DNS | 8   | 8   | 21    |
| 12  | Charlie Geipel     |     |     |     |     |     |     |     |     |     |     |     |     | 1   | 3   |     |     | 16    |
| 13  | Stephan Zbinden    | 7   | 6   |     |     | Ret | 9   |     |     | 9   | DNS |     |     |     |     |     |     | 5     |
| 14  | Jörg Schori        | 9   | 8   |     |     | 7   | 7   |     |     | Ret | DNS |     |     |     |     |     |     | 5     |
| Pl. | Förare             | OSC | OSC | SAC | SAC | HOC | HOC | ASS | ASS | SAL | SAL | LAU | LAU | OSC | OSC | OSC | OSC | Poäng |

| Färg   | Tecken                 | Betydelse              |
| ------ | ---------------------- | ---------------------- |
| Guld   | 1                      | Segrare                |
| Silver | 2                      | Tvåa                   |
| Brons  | 3                      | Trea                   |
| Grön   | Placering (med poäng)  | Placering (med poäng)  |
| Blå    | Placering (utan poäng) | Placering (utan poäng) |
| Blå    | NC                     | Ej klassificerad       |
| Lila   | DNF                    | Avslutade ej           |
| Lila   | RET                    | Avbröt tävlingen       |
| Röd    | DNQ                    | Ej kvalificerad        |
| Röd    | DNPQ                   | Ej för-kvalificerad    |
| Röd    | DNA                    | Icke närvarande        |
| Svart  | DSQ                    | Diskvalificerad        |
| Vit    | DNS                    | Startade ej            |
| Vit    | WD                     | Drog sig ur            |
| Vit    | C                      | Racet inställt         |
| Blank  | DE                     | Deltog ej              |
| Blank  | EX                     | Utesluten              |

### Division 2
| Pl. | Förare                   | Poäng |
| --- | ------------------------ | ----- |
| 1   | Guido Thierfelder        | 118   |
| 2   | Benedikt Boeckels        | 108   |
| 3   | Ralf Glatzel             | 93    |
| 4   | Bente-Christopher Scharf | 73    |
| 5   | Ulrike Krafft            | 59    |
| 6   | Klaus Bingler            | 35    |
| 7   | Carsten Seifert          | 31    |
| 8   | Jens Löhnig              | 29    |
| 9   | Nils Mierschke           | 17    |
| 10  | Alexander Prinz          | 14    |
| 11  | Saskia Müller            | 14    |
| 12  | Pierre Humbert           | 9     |
| 13  | Michael Golz             | 7     |
| 14  | Stephanie Neitzel        | 7     |
| 15  | Zeljko Markovic          | 7     |
| 16  | Kevin Krammes            | 0     |
| 17  | Peter van Berg           | 0     |

### Division 3
| Pl. | Förare            | Poäng |
| --- | ----------------- | ----- |
| 1   | Andreas Kast      | 115   |
| 2   | Alf Ahrens        | 100   |
| 3   | Matthias Kaul     | 88    |
| 4   | Lars Nebelin      | 75    |
| 5   | Christian Fischer | 65    |
| 6   | Markus Kern       | 54    |

### Rookie Cup
| Pl. | Förare                   | Poäng |
| --- | ------------------------ | ----- |
| 1   | Andreas Kast             | 128,0 |
| 2   | Johannes Leidinger       | 121,0 |
| 3   | Benedikt Boeckels        | 120,5 |
| 4   | Florian Spengler         | 116,0 |
| 5   | Matthias Kaul            | 102,0 |
| 6   | Lars Nebelin             | 90,0  |
| 7   | Bente-Christopher Scharf | 84,0  |
| 8   | Markus Kern              | 65,5  |
| 9   | Saskia Müller            | 26,0  |
| 10  | Nils Mierschke           | 20,0  |
| 11  | Charlie Geipel           | 17,5  |
| 12  | Kevin Krammes            | 5,0   |